# Ingvar Lindqvist
Fritz Ingvar Lindqvist, född 2 augusti 1921 i Kråksmåla, Kalmar län, död 25 maj 1991 i Gottsunda församling, var en svensk kemist.
Lindqvist disputerade vid Uppsala universitet 1950 på en doktorsavhandling om isopolymolybdaters uppbyggnad. Han var därefter verksam som docent vid Uppsala universitet, och bedrev fortsatt forskning inom komplexkemi. Hans forskargrupp studerade framför allt additionsföreningar mellan donatorer och acceptorer av elektronpar.
Lindqvist utsågs 1962 till professor i kemi vid Lantbrukshögskolan i Ultuna, som 1977 blev en del av Sveriges lantbruksuniversitet.
Lindqvist blev 1967 ledamot av Kungl. Vetenskapsakademien, och var akademiens preses 1987 till 1991. Han invaldes 1987 som ledamot av Ingenjörsvetenskapsakademien. Han var också verksam som huvudsekreterare vid Naturvetenskapliga forskningsrådet.
Ingvar Lindqvist är begravd på Uppsala gamla kyrkogård.

## Ingvar Lindqvistprisen
Sedan 1991 delar Kungl. Vetenskapsakademien årligen ut Ingvar Lindqvistprisen till Lindqvists minne.